# Turkiska frihetskriget
Turkiska frihetskriget (turkiska: İstiklâl Harbi eller Kurtuluş Savaşı, som ordagrant betyder Frihetskriget) var ett självständighetskrig som utspelades den 19 maj 1919 till den 24 juli 1923 och som fördes av turkiska nationalister mot allierade efter att landet delades upp av de allierade efter det osmanska rikets nederlag i första världskriget. Turkiska nationella rörelsen i Anatolien kulminerade i bildandet av en ny nationalförsamling som framgångsrikt mobiliserade sina resurser under ledning av Mustafa Kemal Pascha som senare gavs hedersnamnet Atatürk. Efter militära fälttåg mot offensiver i Grekland och turk-armeniska och fransk-turkiska kriget, tvingade turkiska revolutionärer de allierade att överge Sèvresfördraget och förhandla fram Lausannefördraget i juli 1923 och lämnade Anatolien och Östra Thrakien för att bilda Republiken Turkiet i oktober 1923. Inrättandet av den turkiska nationella rörelsen ledde till slutet av det osmanska millet-systemet och med Atatürks reformer skapades en modern, sekulär nationalstat på den politiska fronten.